# ジーナ・スウェインソン
ジーナ・スウェインソン（Gina Swainson、1958年6月6日 - ）は、イギリス領バミューダのモデル。ミス・ユニバース1979準優勝、ミス・ワールド1979優勝で知られる。

## 経歴
1958年6月6日、セント・ジョージに生まれる。
1979年3月、セント・ジョージを代表してミス・バミューダで優勝する。バミューダを代表して同年7月、ミス・ユニバース1979準優勝（Gina Ann Casandra Swainson名義）。
同年11月15日、ミス・ワールド1979優勝。優勝決定の後、最初にしたかったことは、バミューダの病院で手術を待つ母親に電話をすることだった。「ミス・ワールドのタイトルが母を元気づける」という趣旨のコメントを残している。また、デーヴィッド・ギボンズ首相（David Gibbons）は地元紙に対し、「長年生きてきた中で最も素晴らしいニュースです。まさに素晴らしい。彼女を祝福するため、できるだけ急いで外電を打つ。そして、彼女が戻ってきたら我々はCamden House Bermuda（首相官邸）でレセプションを開くことを確約します」と答えている。賞金として10,750ドルを受け取り、さらに1年間の労働契約に対し32,250ドルを保証された。彼女がバミューダに王冠を持って凱旋した日はGina Swainson Dayと命名され、セント・ジョージとハミルトンでパレードが行われた。
1980年5月8日、彼女の記念切手が発行される。王室メンバー以外の肖像が切手に採用されたのはバミューダ郵政史上初である。
1990年代初頭、Peter Joveticと結婚、Gina Swainson-Joveticとなる。1993年、ハミルトンで化粧品販売業を始める。後に夫とともにイングランドサリー・カウンティに移り、（非行に走ったり虐待を受けたりするなど）危険な状態にある若者のカウンセラーとして働く。
2019年、セント・ジョージに彼女の名を冠したストリートができる。「40年前に王冠を獲得したことは私の人生にとって特別な瞬間であり、すべてのバミューダ市民から受けた愛とサポートにいつも感謝しています。覚えていてくれて有難うございます」とコメント。